# ديفيد ويليامسون (كاتب)
ديفيد ويليامسون (بالإنجليزية: David Williamson) هو مصمم إنتاجي وكاتب مسرحي وكاتب سيناريو ومؤلف أسترالي، ولد في 24 فبراير 1942 في ملبورن في أستراليا.

## وصلات خارجية
- ديفيد ويليامسون على موقع IMDb (الإنجليزية)
- ديفيد ويليامسون على موقع الموسوعة البريطانية (الإنجليزية)
- ديفيد ويليامسون على موقع ألو سيني (الفرنسية)
- ديفيد ويليامسون على موقع أول موفي (الإنجليزية)
- ديفيد ويليامسون على موقع قاعدة بيانات برودواي على الإنترنت (الإنجليزية)
- ديفيد ويليامسون على موقع قاعدة بيانات الأفلام السويدية (السويدية)
- ديفيد ويليامسون على موقع ديسكوغز (الإنجليزية)
- ديفيد ويليامسون على موقع قاعدة بيانات الفيلم (الإنجليزية)
- ديفيد ويليامسون على موقع كينوبويسك (الروسية)